# Björn J:son Berg
Björn J:son (Jonsson) Berg, född 31 juli 1943, död 29 mars 2021, introducerade naprapatin i Sverige och grundade Naprapathögskolan.

## Biografi
Björn Jonsson, sedermera Björn J:son Berg reste vid 17 års ålder med sin mor Edith Jonsson till Amerika. De kom till New York och Björn åkte själv vidare därifrån till Chicago. I Chicago arbetade han med att snickra kyrkofönster och arbetade därmed inom byggbranschen, precis som sin far, Gustav Jonsson. J:son Berg drabbades av akuta ryggsmärtor och fick hjälp av sin granne, Gordon Johnson. Gordon, eller Göran Jonsson som det visade sig att han hette, kom ursprungligen från Trollhättan. Han hjälpte J:son Berg att bli av med sin ryggsmärta. Gordon gjorde det med hjälp av de kunskaper han skaffat sig under sina studier på Chicago College of Naprapathy. J:son Berg blev intresserad och inledde kort därefter sina studier till naprapat.

## Chicago College of Naprapathy
J:son Berg hade naprapatins grundare Dr. Oakley Smith som lärare under sin tid på skolan och den 15 juni 1964 tog han sin examen. Åren 1964-1967 arbetade J:son Berg som naprapat i Chicago, men 1968 bestämde han sig för att flytta till Sverige igen. Han flyttade till Örebro och startade en klinik där, Naprapatic Center. J:son Berg hade många patienter och verksamheten uppmärksammades medialt i såväl radio som tidningar. Några patienter blev mycket intresserade av de metoder J:son Berg använde och en av dem, K.G Bergström, från början sjukgymnast, blev den första att studera naprapati hos J:son Berg. Bergström fick avlägga sin examen vid Chicago College of Naprapathy i november 1971 och blev då, liksom J:son Berg tidigare blivit, Dr. of Naprapathy.

## Naprapathögskolan i Stockholm
År 1970 flyttade J:som Berg till Stockholm och grundade "Naprapathic School Stockholm", det som idag är Naprapathögskolan. Tillsammans med sin hustru Inger Berg utvecklade Björn skolan. De första åren, 1970-1973 följde man den studieplan som gällde för Chicago College of Naprapathy.
År 1972 träffade J:son Berg Inger Berg som kom att betyda mycket för naprapatutbildningen och naprapatin. Inger hade pedagogisk utbildning och organiserade och planerade verksamheten samt initierade utvecklandet av kursplanerna. Björn J:son och Inger Berg har sedan dess varit ett par såväl i arbetet med naprapatutbildningen som i privatlivet.

## Svenska Naprapatförbundet
Hösten 1970 startade J:son Berg ett interimsförbund, Förbundet Naprapathy, för Manuell Medicin. J:son Berg var själv ordförande och förbundet hade från början endast ett fåtal medlemmar. Man fick tidigt kritik för namnvalet då det redan fanns en ”Nordisk förening för manuell medicin” och de i den föreningen aktiva läkarna och sjukgymnasterna tyckte att det fanns risk för en namnförväxling. Namnet på förbundet byttes den 7 januari 1971 till Svenska Naprapatförbundet.  
Svenska Naprapatförbundet har under åren drivit många viktiga frågor i syfte att utveckla och befästa naprapatins ställning i Sverige och internationellt. En av dessa frågor som redan från början drevs var att skapa förutsättningar för en legitimation. 1989 var frågan upp i riksdagen för omröstning men man sa då nej till förslaget. Fem år senare, under hösten 1994, fattades beslut om att skapa en legitimation för yrkesgruppen naprapater, och som tidigare nämnts kan naprapater, efter examen och ett års praktiktjänstgöring, ansöka om legitimation hos Socialstyrelsen.
Legitimationen har kommit att betyda mycket för naprapaterna kanske framför allt vad gäller samarbetet med övriga legitimerade yrkeskårer i Sverige. En annan fråga som Svenska Naprapatförbundet drivit är att titeln Naprapat skall vara en skyddad yrkestitel och det beslutet kom under 2006.

## Naprapatins utveckling utanför Sverige
Naprapatin har en stark förankring i de Skandinaviska länderna och redan under tidigt 1980-tal sökte många från Finland till naprapatutbildningen i Sverige. Det har lett till att naprapatin i Finland vuxit och till att naprapaterna är idag en stark yrkesgrupp där. De finländska naprapaterna har sedan 1994 en auktorisation som motsvarar den svenska legitimationen och sedan 2002 finns också en naprapatutbildning vid Universitetet i Kotka, i Finland.
I Norge har naprapatin blivit alltmer etablerad sedan mitten av 1990-talet och är idag ett legitimationsyrke även där.
Studenter har också kommit från Island och tagit sin examen i Stockholm för att sedan återvända och utöva naprapati i sitt hemland. Även i övriga Europa finns naprapatin representerad i många länder, om än inte i samma omfattning som i Skandinavien.